# کهریز اوستی
کهریز اوستی مربوط به سدهٔ ۱ تا ۵ ه.ق است و در شهرستان مشگین‌شهر، بخش مرادلو، دهستان ارشق غربی، روستای گده کهریز واقع شده و این اثر در تاریخ ۲۶ اسفند ۱۳۸۷ با شمارهٔ ثبت ۲۵۸۰۲ به‌عنوان یکی از آثار ملی ایران به ثبت رسیده است.